# 도그 위드 어 블로그
《도그 위드 어 블로그》(영어: Dog with a Blog)는 2012년 10월 12일부터 2015년 9월 25일까지 디즈니 채널에서 방영중인 시트콤이었다.